# Twelfth Night (Band)
Twelfth Night ist eine aus Reading stammende britische Rockband. Sie zählt zu den Bands, die mit ihren Veröffentlichungen zu Beginn der 1980er Jahre den Neo-Prog als zweite Welle des Progressive Rock begründeten.
Ihre ersten Auftritte und Aufnahmen bestritt die Band instrumental, bevor der charismatische Frontmann Geoff Mann sich zunächst probeweise und nach einer Pause als ständiges Mitglied anschloss. Diese Besetzung gilt als klassisch. Nach seinem Abgang wandte sich die Band mit Andy Sears als neuem Sänger einem Pop-beeinflussteren Stil zu und löste sich nach einem weiteren Besetzungswechsel schließlich auf, nachdem das einzige Album bei einem Major-Label kommerziell erfolglos geblieben war. Geoff Mann erlag 1993 einem Krebsleiden.
Ähnlich den Genrevorreitern wie Marillion und IQ ist die Musik der Gruppe von der Theatralik der frühen Genesis beeinflusst. Als eigenständige Aspekte sind weiterhin Einflüsse aus der Wave-Musik sowie eine kennzeichnende Düsterkeit zu benennen.

## Geschichte

### Gründung
Die Anfänge von Twelfth Night gehen zurück auf den Februar 1978, als Andy Revell und Brian Devoil sich zu einem Projekt für einen Talentwettbewerb der University of Reading formierten. Unter den Roadies waren Rick Battersby als Trockeneistechniker und der Theologiestudent und spätere Priester Geoff Mann, der die Bühnenkulissen malte. Devoil hatte vorher mit verschiedenen Bands aus Reading gespielt, darunter Trash, deren Single Priorities im Oktober 1977 bei Polydor erschien. Revell hatte Erfahrungen mit mehreren Bands aus Bournemouth wie Joe Soap, The Bubbles und Abraxas gesammelt. Später im Jahr erschien Clive Mitten zu einer Bandprobe und bewarb sich erfolgreich um den offenen Posten des Bassisten. Zu Mittens früheren Projekten zählen einige Bands aus Brighton wie Luna Hare.

### Twelfth Night
Nach einer Reihe von Auftritten als Andy Revell Band änderte die Band ihren Namen in Twelfth Night. Im Sommer 1979 gaben sie ein Konzert in der Reading University, bei dem Mann als Sänger gastierte. In der gleichen Zeit kam es in der Formation Devoil, Mitten, Revell zu ersten Aufnahmen, aus denen eine instrumentale Demo namens Skan hervorging.
Es folgten einige Auftritte bei Open-Air-Konzerten im Sommer, bis die Band sich gemeinsam mit Mann und Battersby für ausgiebiges Proben in das Haus von Manns Eltern in Manchester zurückzog. Die beiden Neulinge waren zum ersten Mal in ein musikalisches Projekt involviert, Battersby hatte zuvor allerdings bereits klassischen Klavierunterricht genommen. Mann schrieb Texte zu den vormaligen Instrumentalstücken. Eine Anekdote aus dieser Zeit ist, dass die Band vor Ort einmal einen Auftritt im nahegelegenen Salford veranstaltete – vor einem Publikum aus Zehnjährigen.
Mann entschied sich schließlich vorerst gegen eine weitere Zusammenarbeit mit Twelfth Night. Stattdessen wollte er in Manchester bleiben, um zu malen und ein humoristisches Zwei-Mann-Musikprojekt namens God Stars mit seinem engen Freund Peter Lawrence zu starten. Twelfth Night setzten ihre Arbeit als Instrumentalband fort und begannen im Frühjahr 1980 eine Tournee durch die Pubs ihrer Heimat.

### Erste Popularität
Im Januar 1980 kam es zur Veröffentlichung des First Tape Album. Darauf enthalten waren Liveversionen von Für Helene und Encore une fois sowie die Studiotracks Freddie Hepburn und Sequences. Ein Meilenstein war die Wahl zur „Demo der Woche“ durch die Leser der Musikzeitschrift Musicians Only. Mit einem enthusiastischen Gig-Review und einem ganzseitigen Artikel war die Band zum ersten Mal in der nationalen Presse vertreten.
Die Band gab eine Anzeige im Melody Maker für den offenen Gesangsposten auf und fand auf diesem Weg die amerikanische Sängerin Electra MacLeod. Mit ihr entstand ein weiteres Demotape, dessen Veröffentlichung im Herbst von einer Tournee begleitet wurde. Wegen Unstimmigkeiten verließ sie die Band im November bereits wieder. Ihr Gesang ist allerdings noch auf der Single Für Helene/Cunning Man aus dem Dezember des gleichen Jahres zu hören.
Direkt nach MacLeods Ausstieg nahm die Band das Livealbum Live at the Target auf, das im Februar 1981 veröffentlicht und mit einer umfangreichen Tournee promotet wurde. Bei einigen Auftritten traten die God Stars als Vorgruppe auf. Es kam zu den ersten Auftritten im Marquee Club in London.

### Erfolg
Live at the Target wurde innerhalb von zwei Tagen im Januar 1981 aufgenommen und brachte der Band im März einen Plattenvertrag mit dem Neptune-Label ein. Der Erfolg des Albums führte weiterhin zu einem Vertriebsdeal mit Pinnacle Records, die das Album in ganz Großbritannien verfügbar machten. Daraufhin stieg die LP sowohl in die Heavy-Metal- als auch in die Hippy-Charts von Melody Maker und Sounds ein.
Im Sommer begaben sich Twelfth Night erneut auf Sängersuche und konnten schließlich Geoff Mann davon überzeugen, sich ihnen erneut anzuschließen. Mit ihm eröffneten sie das Reading Festival und schrieben damit Geschichte als erste Band aus Reading, die dort spielen durfte. Danach begaben sie sich ins Studio, um neues Demomaterial einzuspielen. Die Ergebnisse wurden teilweise im Dezember auf einem Demotape mit LP-Länge namens Smiling at Grief veröffentlicht, darunter auch Helene 2, das bereits 1978 geschrieben wurde und zuvor unveröffentlicht geblieben war. Während der Aufnahmen verließ Battersby die Band, um anderen Projekten nachzugehen. Inzwischen erlangte Live at the Target beträchtliche Verkaufszahlen in Amerika, Skandinavien und Resteuropa.
Das Jahr 1982 verbrachte die Band vor allem mit der Ausarbeitung des ersten Studioalbums Fact and Fiction. Ursprünglich zur Veröffentlichung im Mai vorgesehen, gelangte es erst im Dezember auf den Markt. Aus Platzgründen mussten zwei Stücke vom fertigen Album weichen: Eleanor Rigby und East of Eden wurden im Oktober 1982 als Single veröffentlicht.
Mitten übernahm zusätzlich den Keyboardpart des pausierenden Battersby. In dieser Viererbesetzung kam es nicht nur zu einigen Gigs im Herbst, sondern auch zum ersten Fernsehauftritt: In der ersten Ausgabe von David Essex Showcase spielten Twelfth Night East of Eden. Die Sendung wurde am 26. Juni 1982 ausgestrahlt.
Im Dezember 1982 kehrte Battersby zurück und vervollständigte die Besetzung für die Tournee zu Fact and Fiction, die im Januar des folgenden Jahres begann und den ersten Gig als Headliner im Londoner Marquee umfasste. CBS Records zeigten sich bereit, einen Plattenvertrag anzubieten.

### Post-Geoff-Mann-Ära
Im November 1983 kehrte Mann der Band nach zwei ausverkauften Gigs im Marquee, die für das Live-Album „Live and Let Live“ aufgezeichnet wurden, aus beruflichen Gründen und unter Wahrung des freundschaftlichen Verhältnisses zur Band den Rücken.
Er wurde im Dezember durch Andy Sears ersetzt, der zuvor bei Canis Major gesungen hatte.
In dieser Besetzung kam es ab Januar 1984 zu einer umfangreichen Tournee, die mit der Veröffentlichung der LP „Live and Let Live“ (mit Geoff Mann) beim Label Music for Nations einherging. Zu den Höhepunkten zählten ein Auftritt als Vorband im Hammersmith Odeon in London sowie weitere Gigs im Marquee Club. Einer davon wurde gefilmt und sollte in Großbritannien später als Teil der Serie Live from London ausgestrahlt werden. Die Ausstrahlung fand zwar niemals statt, dafür wurde der Auftritt als Video mit dem Namen Creepshow veröffentlicht.
Direkt nach Beendigung der Tournee unterzeichnete die Band einen Vertrag mit Hit and Run Music und schloss sich damit dem gleichen Label wie Genesis, Peter Gabriel und weitere an.
Im Sommer 1984 wandte sich die Band der Komposition neuen Materials zu. Die Auftrittspause unterbrachen sie nur einmal im Juli, um im Londoner Dominion Theatre vor 1500 Zuschauern eines ihrer größten Konzerte zu geben. Im August reiste die Band nach Liverpool, um mit dem Produzenten Gil Norton, bekannt durch seine Arbeit mit Echo and the Bunnymen, das nächste Album namens Art and Illusion einzuspielen. Nach der Veröffentlichung im Oktober stieg dieses auf dieses Platz 83 in die britischen Charts ein. Die Band spielte nun in wesentlich größeren Hallen als zuvor, unter anderem erneut im Dominion Theatre. Ihr bis dato einziger Auftritt außerhalb Großbritanniens führte sie nach Marburg.
Das Jahr 1985 begann für sie mit einigen Gigs zum Jubiläum des Marquee Clubs unter dem Pseudonym Jan Six and the Cryptk Clues, welche im Vorfeld durch Wirken des Fanclubs ausverkauft waren. In der ersten Jahreshälfte entstand neues Material, das teilweise auf der Corners-of-the-World-Tournee im Mai aufgeführt wurde.

### Der Major-Vertrag
Später im Jahr 1985 bahnte sich ein Vertragsabschluss mit dem wichtigen Progressive-Rock-Label Charisma Records an, dieses machte jedoch im Juli des gleichen Jahres Pleite. Nicht entmutigt spielte die Band einen Benefiz-Gig bei einem Festival namens Wycome Live Aid und trat an drei aufeinanderfolgenden Abenden im Marquee Club auf, der mit ihnen zum 14., 15. und 16. Mal in Folge ausverkauft war. Im September wurden die Songs für das neue Album ausgewählt und mit dem Produzenten John Walters in die Präproduktionsphase gebracht. Die Aufnahmen begannen im November. Nachdem Charisma von Virgin Records gekauft wurde, schloss die Band am 12. Dezember schließlich ihren ersten weltweiten Major-Label-Vertrag ab.
1986 wurden die Aufnahmen in die Swanyard Studios und in die Rooster Studios verlegt, das Album wurde in Wessex gemixt. Im April stellte die Band ihr Album den Verantwortlichen bei Virgin und einigen geladenen Fans bei einem Konzert im Marquee Club vor. Im Mai kam es zu einem weiteren besonderen Konzert, diesmal im Londoner Town and Country Club. Die BBC filmte den Auftritt für die Sendung Whistle Test mit und zeigte dort das Stück Blue Powdered Monkey. Auch Radio 1 schnitt die Show mit, strahlte sie allerdings nicht aus. Im Juli veröffentlichte Virgin die Single Shame/Blue Powdered Monkey.
Im Juli erschien mit Twelfth Night schließlich das erste Album der Band bei einem Major-Label, dicht gefolgt von Take a Look/Blondon Fair als dessen zweiter Single. Obwohl die Kritik das Album durchaus wohlwollend aufnahm, waren die Verkaufszahlen enttäuschend – mit Ausnahme ihres Heimatorts Reading, wo der LP auf Anhieb der Sprung auf Platz 1 der Verkaufscharts gelang. Vor Jahresende spielte die Band ein weiteres Mal im Hammersmith Odeon.

### Auflösung und Nachleben
1987 löste Virgin den Vertrag mit Twelfth Night wegen mangelnden kommerziellen Erfolgs auf. Mit Martyn Watson von Pookah Makes Three als Ersatz für den ausscheidenden Sänger Andy Sears führte die Band einen letzten Besetzungswechsel durch. Es zeichnete sich allerdings langsam ab, was im Sommer des Jahres offiziell bestätigt wurde: Twelfth Night waren Geschichte.
Mitten ging, um ein eigenes Studio zu gründen. Die letzten Songs, die aus der Formation Revell, Devoil, Battersby, Watson hervorgingen, sollten noch einem Publikum vorgestellt werden, als Geoff Mann von dieser Formation bei einer seiner – inzwischen zur Regelmäßigkeit gewordenen – Soloshows im Marquee begleitet wurde.
1988 kam zwischen den Bandmitgliedern die Frage auf, was mit dem 19-minütigem Stück The Collector geschehen sollte, das zu keinem Zeitpunkt aufgenommen worden war. Mitten bot sein Studio an und so kam es, dass die klassische Besetzung mit Revell, Devoil, Mitten, Mann und Battersby sich dort noch einmal zusammenfand. Dabei entstand auch eine aufpolierte Version von Love Song. 1989/90 wandte sich die Band mit diesen und einigen weiteren Aufnahmen an das Label M.F.N., das im Frühjahr 1991 die Kompilation Collector’s Item veröffentlichte.
Im Februar 1993 verstarb Geoff Mann an Krebs.
Seit der Auflösung von Twelfth Night ist eine Reihe an Live-Alben aus den Archiven der Bandmitglieder erschienen, zuletzt die Compilation Voices in the Night mit einer Studio- und Liveretrospektive auf die gesamte Bandgeschichte.

### Wiedervereinigung 2007
Im Juni 2007 kündigten Clive Mitten und Andy Sears ein einmaliges Konzert mit den Songs von Twelfth Night für den November gleichen Jahres an. Im Juli wurde bestätigt, dass die beiden offiziell als Twelfth Night auftreten würden, bis im Juli ein zweiter Auftritt und die Teilnahme von Andy Revell und Brian Devoil angekündigt wurden. Mark Spencer, früherer Sänger der 80er-Prog-Band LaHost, ehemaliger Mitbewohner von Sears und langjähriger Wegbegleiter der Band, ersetzte den zeitlich verhinderten Rick Battersby. Bei weiteren Konzerten in Großbritannien und Spanien im Mai 2008 kam es zu einem Gastauftritt von Geoff Manns Sohn James als Sänger von Love Song.
Im Jahr 2010 wurden neue Live-Aktivitäten in einer sechsköpfigen Besetzung angekündigt, bestehend aus den drei Stammmitgliedern Devoil, Mitten, Sears, dem 2007er-Neumitglied Spencer sowie mit Roy Keyworth (Gitarre) und Dean Baker (Keyboards) zwei Musikern der Formation Galahad in Vertretung für den verhinderten Andy Revell. Beim Night-of-the-Prog-Festival am 3. September 2010 trat die Band nach dem Marburg-Konzert von 1984 zum zweiten Mal außerhalb Englands auf.

## Diskografie

### Studioalben
- Fact and Fiction (1982)
- Art and Illusion (EP, 1984, UK #83)
- Twelfth Night/XII (1986)

### Livealben
- Live at the Target (instrumental) (1981)
- Live and Let Live (1983)
- A Midsummer Night’s Dream (1980, VÖ: 2005)
- Entropy (1981, VÖ: 2005)
- Smiling at Grief... Live (1981, VÖ: 2005)
- Flashbacks (1983, VÖ: 2005)
- Night Vision (1984, VÖ: 2006)
- Live from London (1984, VÖ: 2005, auch DVD)
- Corner of the World Tour (1985, VÖ: 2005)

### Kompilationen
- Collector’s Item (1991)
- Voices in the Night (2007)